# The Voice South Africa
Pour les articles homonymes, voir The Voice.
 (mars 2017).
Si vous disposez d'ouvrages ou d'articles de référence ou si vous connaissez des sites web de qualité traitant du thème abordé ici, merci de compléter l'article en donnant les références utiles à sa vérifiabilité et en les liant à la section « Notes et références ».
The Voice South Africa est la version sud-africaine de l'émission de télévision The Voice. Elle est diffusée sur M-Net depuis le premier épisode, le 31 janvier 2016, et présenté par Lungil Radu et Stacy Norman.

## Participants
| Saisons             | Saisons | Saisons | Saisons |
| Coach               | 1       | 2       | 3       |
| ------------------- | ------- | ------- | ------- |
| Kahn Morbee         |         |         |         |
| Lira                |         |         |         |
| Bobby van Jaarsveld |         |         |         |
| Karen Zoid          |         |         |         |
| Riky Rick           |         |         |         |
| Riana Nel           |         |         |         |
| Francois Van Coke   |         |         |         |

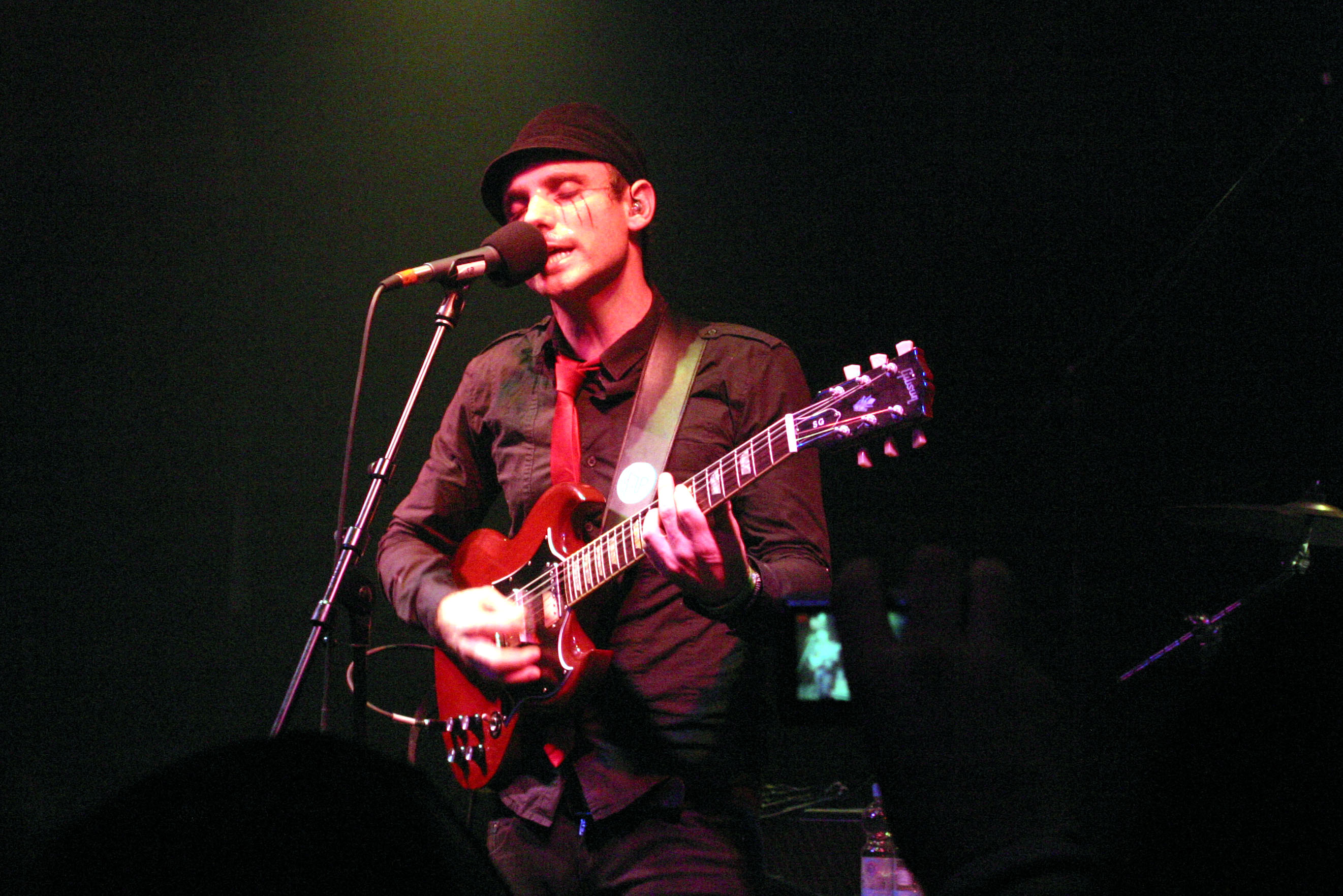
Kahn Morbee
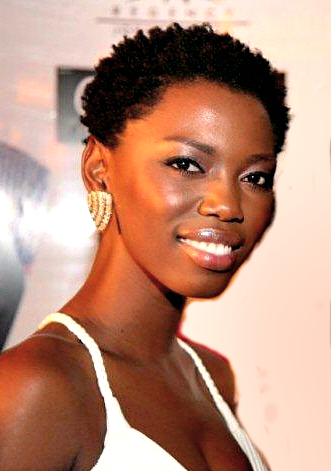
Lira
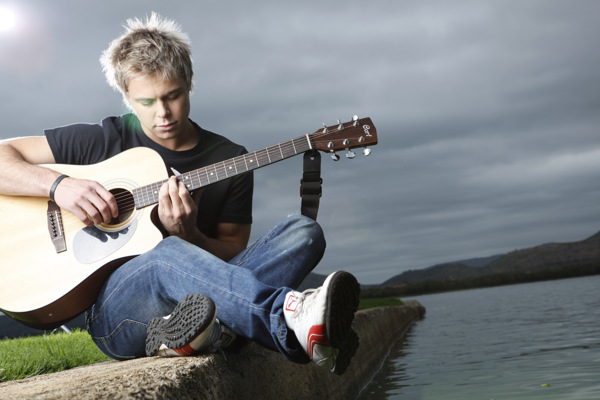
Bobby van Jaarsveld
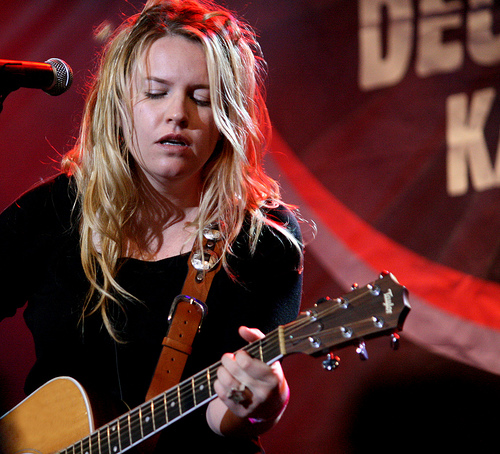
Karen Zoid
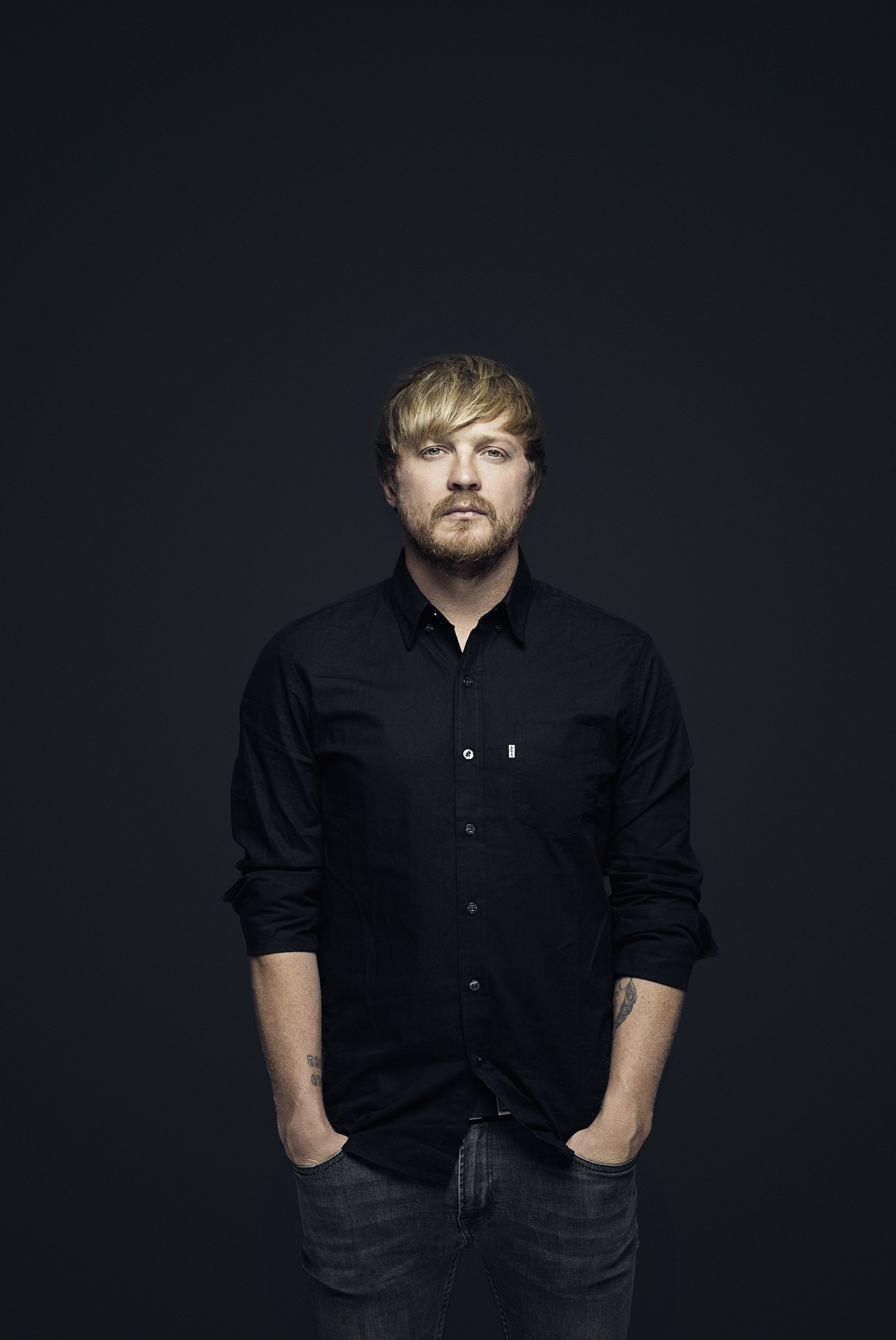
Francois Van Coke

### Résumé des saisons
- Équipe Morbee
- Équipe Lira
- Équipe van Jaarsveld
- Équipe Zoid

- Équipe Rick
- Équipe Nel
- Équipe Van Coke

| Saison | Chaîne | Première        | Finale         | Vainqueur       | Deuxième      | Troisième        | Autres finalistes | Coach gagnant     | Présentateurs | Présentateurs | Ordre des chaises des coachs | Ordre des chaises des coachs | Ordre des chaises des coachs | Ordre des chaises des coachs |
| Saison | Chaîne | Première        | Finale         | Vainqueur       | Deuxième      | Troisième        | Autres finalistes | Coach gagnant     | Principal     | Coulisses     | 1                            | 2                            | 3                            | 4                            |
| ------ | ------ | --------------- | -------------- | --------------- | ------------- | ---------------- | ----------------- | ----------------- | ------------- | ------------- | ---------------------------- | ---------------------------- | ---------------------------- | ---------------------------- |
| 1      | M-Net  | 31 janvier 2016 | 22 mai 2016    | Richard Stirton | Gavin Edwards | Jeremy Olivier   | Almur Marais      | Kahn Morbee       | Lungile Radu  | Stacy Norman  | Kahn                         | Lira                         | Bobby                        | Karen                        |
| 2      | M-Net  | 5 février 2017  | 9 juillet 2017 | Craig Lucas     | Josh Ansley   | Caroline Brussow | Samantha Leonard  | Kahn Morbee       | Lungile Radu  | Stacy Norman  | Kahn                         | Karen                        | Lira                         | Bobby                        |
| 3      | M-Net  | 3 février 2019  | 7 juillet 2019 | Tasché Burger   | Sone Joubert  | Siki Jo-An Qwazi | The PJ Twins      | Francois Van Coke | Anele Mdoda   | Elana Afrika  | Ricky                        | Riana                        | Lira                         | Francois                     |

## Saisons

### Saison 1 (2016)
La saison fut diffusée du 31 janvier 2016 au 22 mai 2016 avec la victoire de Richard Stirton coaché par Kahn Morbee.

### Saison 2 (2017)
La saison 2 est diffusé depuis le 5 février 2017. Ce sont les mêmes coachs que la précédente édition.